# 点军街道
点军街道，是中华人民共和国湖北省宜昌市点军区下辖的一个乡镇级行政单位。

## 行政区划
点军街道下辖以下地区：
朱市街社区、谭家河社区、五龙社区、红光社区、张家坝社区、塘上村、巴王店村、范家湖村、李家河村、紫阳村和牛扎坪村。